# Olympische Winterspiele 1994/Skilanglauf – 4 × 10 km (Männer)
Die 4 × 10-km-Skilanglaufstaffel der Männer bei den Olympischen Winterspielen 1994 fand am 22. Februar 1994 im Birkebeineren-Skistadion in Lillehammer statt. Olympiasieger wurde die italienische Staffel mit Maurilio De Zolt, Marco Albarello, Giorgio Vanzetta und Silvio Fauner. Die Silbermedaille ging an die Staffel aus Norwegen, Bronze an Finnland.

## Daten
- Datum: 22. Februar 1994, 10:30 Uhr
- Höhenunterschied: 66 m/68 m
- Maximalanstieg: 45 m/51 m
- Totalanstieg: 419 m/398 m
- 56 Teilnehmer aus 14 Ländern, davon alle in der Wertung

## Ergebnisse
| Platz | Land        | Sportler                                                                | Zeit (h)  |
| ----- | ----------- | ----------------------------------------------------------------------- | --------- |
| 1     | Italien     | Maurilio De Zolt Marco Albarello Giorgio Vanzetta Silvio Fauner         | 1:41:15,0 |
| 2     | Norwegen    | Sture Sivertsen Vegard Ulvang Thomas Alsgaard Bjørn Dæhlie              | 1:41:15,4 |
| 3     | Finnland    | Mika Myllylä Harri Kirvesniemi Jari Räsänen Jari Isometsä               | 1:42:15,6 |
| 4     | Deutschland | Torald Rein Jochen Behle Peter Schlickenrieder Johann Mühlegg           | 1:44:26,7 |
| 5     | Russland    | Andrei Kirillow Alexei Prokurorow Gennadi Lasutin Michail Botwinow      | 1:44:29,2 |
| 6     | Schweden    | Jan Ottosson Christer Majbäck Anders Bergström Henrik Forsberg          | 1:45:22,7 |
| 7     | Schweiz     | Jeremias Wigger Hans Diethelm Jürg Capol Giachem Guidon                 | 1:47:12,2 |
| 8     | Tschechien  | Luboš Buchta Václav Korunka Jiří Teplý Pavel Benc                       | 1:47:12,6 |
| 9     | Kasachstan  | Nikolai Iwanow Pawel Korolew Andrei Newsorow Pawel Rjabinin             | 1:47:41,3 |
| 10    | Frankreich  | Philippe Sanchez Patrick Rémy Hervé Balland Stéphane Azambre            | 1:48:25,1 |
| 11    | Estland     | Jaak Mae Jaanus Teppan Elmo Kassin Taivo Kuus                           | 1:48:57,6 |
| 12    | Belarus     | Ihar Obuchou Wiktar Kamozki Sjarhej Dalidowitsch Wjatscheslaw Plaksunow | 1:49:23,7 |
| 13    | USA         | John Aalberg Ben Husaby Todd Boonstra Luke Bodensteiner                 | 1:49:40,5 |
| 14    | Japan       | Hiroyuki Imai Kazutoshi Nagahama Kazunari Sasaki Masaaki Kōzu           | 1:49:42,1 |